# Чемпіонат Метрополітано
Чемпіонат Метрополітано (ісп. Campeonato Metropolitano) — футбольний турнір в Аргентині, що разом з Чемпіонатом Насьйональ мали статус національних чемпіонатів в Аргентині в період з 1967 по 1985 рік. Традиційно, турнір Метрополітано проходив в першій частині календарного року, а турнір Насьйональ — у другій. За результатами всього сезону визначалися клуби — представники Аргентини в Кубку Лібертадорес. 
1985 року на зміну цим турнірам прийшов єдиний чемпіонат з європейською системою «весна-осінь». Пізніше в Аргентині повернулися до формату з двома чемпіонатами за рік — проте Апертура та Клаусура, а згодом Інісіаль і Фіналь — це фактично два кола єдиного сезону. Турніри ж Метрополітано та Насьональ проходили з різними форматами і учасниками.

## Формати турніру
- 1967–1969 — 2 групи по 11 команд, плей-оф з 1/2 фіналу
- 1970 — ліга з 21 клубом
- 1971 — ліга з 19 клубами
- 1972–1973 — ліга з 18 клубами
- 1974 — 2 групи по 8 команд, фінальна група з 4 клубів
- 1975 — ліга з 20 клубами
- 1976 — 2 групи по 11 команд, плей-офф з 1/2 фіналу
- 1977 — ліга з 23 клубами
- 1978 — ліга з 21 клубом
- 1979 — 2 групи по 10 команд, плей-офф з 1/2 фіналу
- 1980 — ліга з 19 клубами
- 1981 — ліга з 18 клубами
- 1982–1984 — ліга з 19 клубами

## Титули по клубам
- Рівер Плейт — 4
- Індепендьєнте — 3
- Бока Хуніорс — 2
- Естудьянтес — 2
- Сан-Лоренсо — 2
- Аргентинос Хуніорс — 1
- Уракан — 1
- Чакаріта Хуніорс — 1
- Ньюелз Олд Бойз — 1
- Кільмес — 1

## Бомбардири
Дієго Марадона тричі ставав найкращим бомбардиром турніру Метрополітано (в 1978, 1979, 1980 роках). Єдиним гравцем, якому вдалося стати найкращим бомбардиром більше одного разу, крім Марадони, був Карлос Мануель Морете (1974, 1982). 